# Paul Johannes Merkel
Paul Johannes Merkel (Norimberga, 1819 – Halle, 1861) è stato un giurista tedesco.
Lo storico Georg Heinrich Pertz lo chiamò per collaborare ai suoi Monumenta Germaniae Historica. L'ottimo lavoro svoltò gli fece ottenere la cattedra a Königsberg (1851) e poi a Heidelberg (1852), ma la sua opera fu terminata dalla prematura morte.